# Azim von Brunei

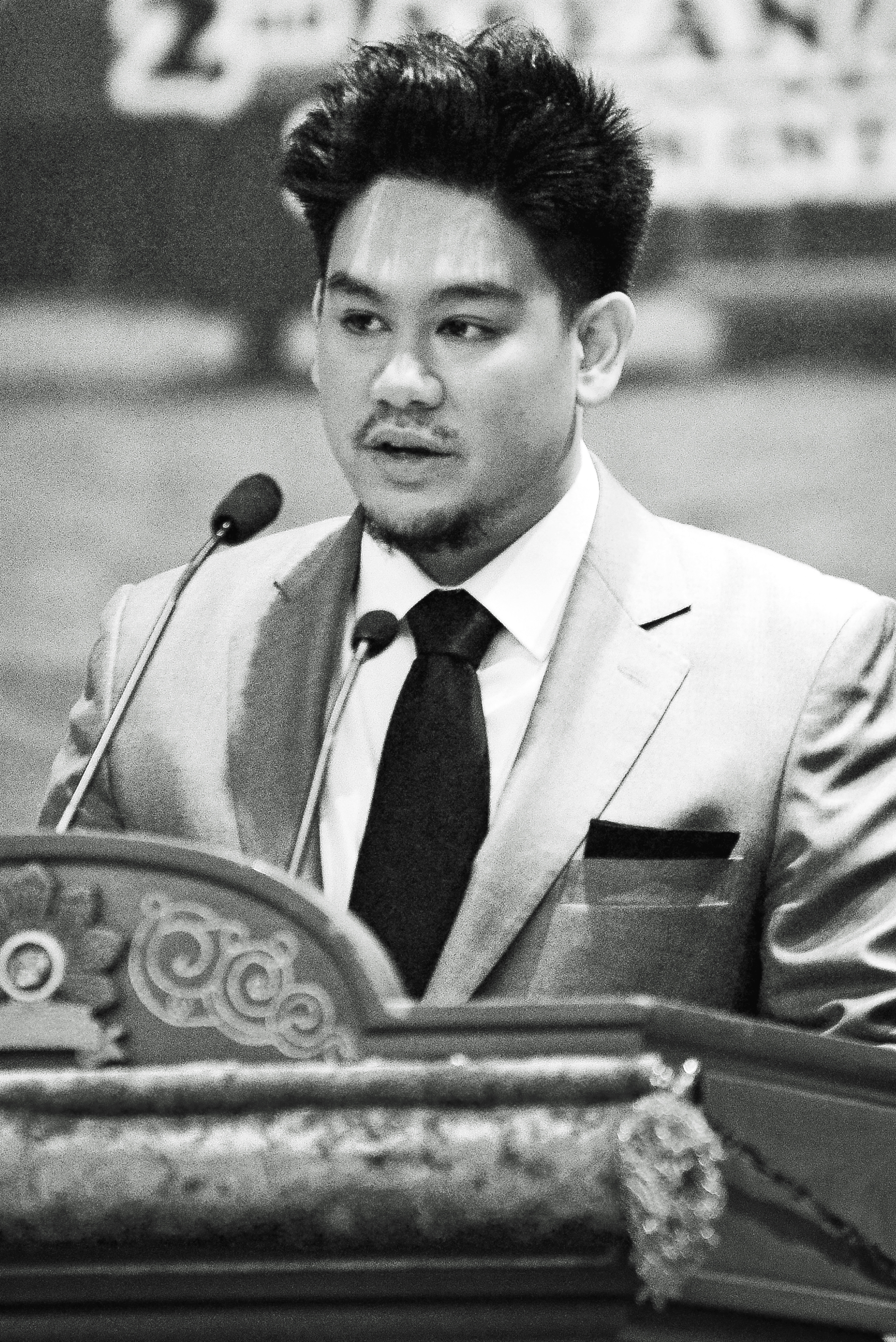
Prinz Azim beim ASEAN Autism Network Congress. 2013.

Abdul Azim ibni Hassanal Bolkiah (Jawi: ڤڠيرن مودا عبدالعظيم‎; malaiisch Duli Yang Teramat Mulia Paduka Seri Pengiran Muda Haji ’Abdul ’Azim; geb. 29. Juli 1982; gest. 24. Oktober 2020) war der zweitgeborene Sohn von Hassanal Bolkiah, dem Sultan von Brunei. In der Thronfolge war er bis zu seinem Tod am 24. Oktober 2020 an vierter Stelle.

## Leben

### Jugend und Ausbildung
Prinz Azim wurde am 29. Juli 1982 in Bandar Seri Begawan geboren. Er war das zweitgeborene Kind von Sultan Hassanal Bolkiah und Pengiran Isteri Hajah Mariam. Er erhielt seine Bildung an der International School Brunei, der Raffles Institution (Singapur) und der Oxford Brookes University.

### Weitere Bildung
2008 wurde Azim zur Teilnahme an der neunmonatigen Offiziersausbildung an der Royal Military Academy Sandhurst geschickt, welche er jedoch nach einer Woche abbrach.
2009 entwarf er Unisex-Weekend Bags für MCM. Der Erlös ging an die Make A Wish Foundation UK, eine Wohltätigkeitsorganisation, deren Förderer er war.
Im Mai 2011 sagte Azim bei einer Wohltätigkeitsshow in Brunei Darussalam in der Indera Samudra Hall des Empire Hotel and Country Club, bei der 31 Menschen mit Autismus auftraten, dass Menschen mit Autismus mit Respekt behandelt werden sollten, „wie jedes andere deiner Familienmitglieder auch.“ Am 27. April 2013 bei der Eröffnung des 2. ASEAN Autism Network Congress (AAN) drängte er darauf, Familien mit autistischen Familienmitgliedern angemessene Unterstützung zu gewähren.
Azim wirkte auch als Produzent der Filmfirma Daryl Prince Productions aus London, welche den Film You’re Not You produzierte. Die Einführung der Scharia durch Azims Vater in Brunei wurde in Hollywood schlecht aufgenommen und führte zu einem Boykott von Immobilien im Besitz von Brunei. Azim soll wegen der Kontroverse seine Teilnahme an einer Party für Käufer von You’re Not You abgesagt haben.
Darüber hinaus war Azim eine prominente Figur des internationalen Jetsets.
Zum Zeitpunkt seines Todes soll der Prinz ein Nettovermögen von 5 Mrd. Dollar gehabt haben.

### Persönliches
Im April 2019 wurde Prinz Azim vom Blogger Perez Hilton als schwul geoutet, als Reaktion auf die Einführung der Scharia in Brunei, welche die Todesstrafe für Schwule vorsieht. Azim antwortete, dass es ihm nichts ausmache, geoutet zu werden, er sei aber besorgt, dass es „wahrscheinlich ein paar Menschen in der Gemeinschaft verletzen könnte“ („probably hurt a few people in the community“).

### Philanthropische Tätigkeit
Azim setzte sich für Kunst- und Kreativwirtschaft ein, sowie für verschiedene Wohltätigkeitsorganisationen rund um Jugendliche und Menschen mit Behinderungen.

### Tod
Azim starb am 24. Oktober 2020 im Jerudong Park Medical Center in Jerudong nach langer, ungenannter Krankheit. Er wurde 38 Jahre alt. Die offizielle Bekanntgabe seines Todes erfolgte später am Tag seines Todes. Die Regierung von Brunei kündigte außerdem eine siebentägige Trauerperiode an und ordnete an, alle Nationalflaggen auf Halbmast zu setzen.
Nach den Asar-Gebeten wurde er neben seinem Großvater, Omar Ali Saifuddin III., im königlichen Mausoleum in Bandar Seri Begawan beigesetzt.
An seiner Beerdigung und Bestattungszeremonie nahmen die königliche Familie von Brunei, staatliche Würdenträger und Kabinettsminister teil. Unter den ausländischen Gästen, die anwesend waren, um ihre letzte Ehre zu erweisen, war Tunku Idris Iskandar als Vertreter des Sultans von Johor.
Einen Tag nach dem Tod von Azim befahl der Sultan von Johor, alle Staatsflaggen im Bundesstaat Johor aus Respekt vor dem verstorbenen Prinzen auf Halbmast zu setzen.
Einige Prominente in den sozialen Medien wie Daniel Lismore und Janet Jackson drückten ihr Beileid aus.
Am 27. Oktober 2020 enthüllte sein Bruder Prinz Mateen in einem Post auf Instagram, dass Azims Tod durch Multiorganversagen in Folge einer Systemischen Vaskulitis verursacht worden war. Im selben Post enthüllte Mateen, dass Azim auch an einer Bipolaren Störung litt.

## Ehrungen
- Order of the Crown of Brunei (DKMB)[21]
- Sultan Hassanal Bolkiah Medal (PHBS)[21]
- Sultan of Brunei Golden Jubilee Medal (5. Oktober 2017)[21]
- Sultan of Brunei Silver Jubilee Medal (5. Oktober 1992)